# Ocotea gordonii
Ocotea gordonii är en lagerväxtart som beskrevs av H. van der Werff. Ocotea gordonii ingår i släktet Ocotea och familjen lagerväxter. Inga underarter finns listade i Catalogue of Life.